# Hammock (Band)
Hammock ist eine amerikanische Band, die ihre Ursprünge in Nashville, Tennessee hat und sich aus den beiden Gitarristen Marc Byrd und Andrew Thompson zusammensetzt.

## Geschichte
Hammock entstand, als sich Marc Byrd und Andrew Thompson im Zuge ihrer jeweiligen Songwriting-Projekte gelegentlich zu unverbindlichen Jam-Sessions trafen. Dies geschah damals noch ohne die Intention, das dabei entstandene Tonmaterial zu veröffentlichen. Dieses wurde 2005 jedoch letztlich unter dem Titel Kenotic als erster Release der Band veröffentlicht. Im selben Jahr nahmen Hammock zudem eine Coverversion des Songs Black Metallic der britischen Band Catherine Wheel auf.
Im Jahr 2007 erhielten Byrd und Thompson das Angebot von Jón Þór Birgisson (Gitarrist und Sänger bei Sigur Rós) und Alex Somers (Grafikdesigner), sie bei ihrem ersten Auftritt außerhalb Islands in einem Club in Arkansas zu unterstützen. Das auch privat zusammenlebende Künstlerpaar war zu dieser Zeit mit einem Projekt namens Riceboy Sleeps unterwegs. Hammock nahmen das Angebot an und schrieben allein für ihren anstehenden Auftritt neue Songs, die später auf dem dritten Album Maybe They Will Sing for Us Tomorrow zusammengefasst und veröffentlicht wurden. Das Artwork dieses Albums wurde von Birgisson und Somers gestaltet.
Bei der Produktion des vierten Albums Chasing After Shadows... Living With The Ghosts im Jahr 2010 erhielten Hammock Unterstützung von Tim Powles (The Church). Powles war bereits mit dem zweiten Album Raising Your Voice... Trying to Stop an Echo auf Byrd und Thompson aufmerksam geworden. Im selben Jahr wurden außerdem eine vier Songs umfassende EP mit Outtakes sowie die Longest Year EP veröffentlicht.
2011 erschien die EP Asleep in the Downlights, auf der neben Tim Powles auch Steve Kilbey von The Church mitwirkte. 2012 folgte das Doppelalbum Departure Songs. Nach der Veröffentlichung einer Compilation mit Songs von vorangegangenen EPs und Singles plus einigen Remixen, erschien im November 2013 das sechste Studioalbum Oblivion Hymns.
Am 23. September 2014 kam The Sleepover Series, Volume 2 heraus, gefolgt vom neunten Album Everything and Nothing am 1. April 2016. Am 25. August 2017 erschien ihr zehntes Werk Mysterium und am 7. Dezember 2018 der Nachfolger mit dem Titel Universalis. 2019 konzipierten sie das Album Undercurrents, welches über das ganze Jahr hinweg mit einem monatlich veröffentlichten Song erweitert wird. Am 27. September 2019 kündigte die Band zudem ihr neues Album Silencia über ihre Facebook-Seite an, welches am 15. November 2019 erschien. 2021 folgte Elsewhere, 2023 Love in the Void.
Alle Veröffentlichungen von Hammock erscheinen auf dem Label Hammock Music. Inhaber dieses Labels sind Marc Byrd und Andrew Thompson.

## Diskografie
- 2005: Kenotic
- 2005: Stranded Under Endless Sky EP
- 2006: The Sleepover Series, Vol. 1
- 2006: Raising Your Voice... Trying to Stop an Echo
- 2008: Maybe They Will Sing for Us Tomorrow
- 2010: Chasing After Shadows... Living with the Ghosts
- 2010: Outtakes: Chasing After Shadows... Living with the Ghosts EP
- 2010: North West East South EP
- 2010: Longest Year EP
- 2011: Asleep in the Downlights EP
- 2012: Departure Songs
- 2013: EPs, Singles and Remixes (Compilation)
- 2013: Oblivion Hymns
- 2014: The Sleepover Series, Vol. 2
- 2016: Everything and Nothing
- 2017: Mysterium
- 2018: Universalis
- 2019: Undercurrents
- 2019: Silencia
- 2021: Elsewhere
- 2023: Love in the Void